# Sekrety nieśmiertelnego Nicholasa Flamela
Sekrety nieśmiertelnego Nicholasa Flamela (ang. The Secrets of the Immortal Nicholas Flamel) – seria książek fantasy irlandzkiego pisarza Michaela Scotta.

## Fabuła
Głównymi bohaterami serii są bliźnięta – Sophie i Josh Newmanowie, które podczas wakacyjnej pracy w San Francisco (Sophie pracuje w kawiarence, a Josh w księgarni) napotykają doktora Johna Dee. Mężczyzna za pośrednictwem magicznych zdolności atakuje właściciela księgarni – Nicka Fleminga i próbuje odebrać mu Księgę Maga Abrahama (Kodeks). Udaje mu się to, jednak Josh niepostrzeżenie wyrywa z niej dwie ostatnie stronice. Dee porywa również żonę Nicka – Perry – i zamyka ją w jednej z cel na wyspie Alcatraz.
Po potyczce Nick Fleming wyjawia bliźniętom, że naprawdę nazywa się Nicholas Flamel i jest nieśmiertelnym alchemikiem, a jego żona Perrenelle Flamel jest w poważnym niebezpieczeństwie. Mężczyzna opowiada także rodzeństwu o Przepowiedni z Księgi Maga Abrahama, która zwiastuje przybycie bliźniąt, które uratują świat. Aby przekonać się czy Sophie i Josh są wymienionymi w Przepowiedni bliźniętami, alchemik postanawia przebudzić ich moc. Z każdą chwilą bohaterowie mają coraz mniej czasu – w Kodeksie znajdował się przepis na eliksir długowieczności. Jeśli Nicholas i Perrenel nie zażyją go w ciągu miesiąca, zginą.
Tymczasem Dee zauważa brak ostatnich i zarazem najważniejszych stronic Kodeksu. Znajduje się na nich Ostatnia Summa potrzebna do przywołania jego dawnych mistrzów – Mrocznych Przedwiecznych...
Tak oto rozpoczyna się wyścig: Dee chce jak najszybciej zdobyć ostatnie stronice Księgi Maga Abrahama, a Nicholas wspierany przez Scathach próbuje przebudzić moce bliźniąt i nauczyć je posługiwania się żywiołami.

## Książki w serii
- Alchemik (2008)
- Mag (2009)
- Czarodziejka (2010)
- Nekromanta (2011)
- Wiarołomca (2012)
- Wiedźma (2013)

## Znaczenie tytułów
Każdy tytuł książki z serii nadaje jej unikatowy charakter, czyli każda część skupia się w większym stopniu na jakimś bohaterze.
- Alchemik – Nicholas Flamel
- Mag – John Dee
- Czarodziejka – Perenelle Flamel
- Nekromanta – Josh Newman
- Wiarołomca – Niccolò Machiavelli
- Wiedźma – Sophie Newman

## Kalendarium

### Stany Zjednoczone
- 22 maja 2007 – premiera Alchemika
- 22 maja 2007 – premiera audiobooka Alchemika
- 24 czerwca 2008 – premiera Maga
- 26 maja 2009 – premiera Czarodziejki
- 25 maja 2010 – premiera Nekromanty
- 24 września 2010 – premiera ebooka „The Death of Joan of Arc”
- 28 września 2010 – premiera specjalnej edycji pudełkowej „The First Codex” zawierająca Alchemika, Maga oraz Czarodziejkę
- 24 maja 2011 – premiera Wiarołomcy
- 22 maja 2012 – premiera Wiedźmy

### Wielka Brytania
- 22 maja 2007 – premiera audiobooka Alchemika
- 24 maja 2007 – premiera Alchemika
- 5 czerwca 2008 – premiera Maga
- 25 czerwca 2009 – premiera Czarodziejki
- 5 września 2010 – premiera Nekromanty
- 2 czerwca 2011 – premiera Wiarołomcy
- 24 maja 2012 – premiera Wiedźmy

### Polska
- 17 października 2008 – premiera Alchemika
- 17 października 2009 – premiera Maga
- 6 października 2010 – premiera Czarodziejki
- 12 października 2011 – premiera Nekromanty
- 10 października 2012 – premiera Wiarołomcy
- 9  października 2013 – premiera Wiedźmy

### Inne
- 30 czerwca 2010 – Michael Scott ujawnia charakter Alchemika, Maga oraz Czarodziejki
- 20 września 2010 – Michael Scott ujawnia charakter Nekromanty

## Film
Prawa autorskie do książki zostały sprzedane New Line Cinema i Mark Burnett Productions na aukcji w 2006 roku. Film jest obecnie w preprodukcji. Według The Hollywood Reporter, scenariuszem zajmie się Eric Bress. Jest on znany ze scenariuszy serialu telewizyjnego Kyle XY. Premiera została zapowiedziana na rok 2012.
19 listopada 2009 Variety Magazine ogłosił, że Lorenzo di Bonaventura kupił prawa do sfilmowania całej serii. Michael Scott i Barry Krost będą producentami wykonawczymi. Scenarzysta nie został jeszcze ogłoszony.